# Сезон жіночої збірної України з футболу 2013
Сезон жіночої збірної України з футболу 2013 — 21-й сезон жіночої національної команди, що розпочався 2 червня товариським матчем зі збірною Бельгії.

## Бельгія 3:0 Україна
| 125. Товариський матч 2 червня 2013 17:00 UTC+2 |

| Бельгія                                | 3:0      | Україна          |
| -------------------------------------- | -------- | ---------------- |
| Лін Мерманс 23', 27' Тесса Вюлларт 44' | Протокол | Ірина Зварич 26' |

| Брюссель |

## Росія 1:0 Україна
| 126. Товариський матч 22 червня 2013 17:00 UTC+2 |

| Росія                 | 1:0      | Україна |
| --------------------- | -------- | ------- |
| Наталія Шляпіна 90+3' | Протокол |         |

| Москва, СК «Крилья Совєтов» Арбітр: Ксенія Горячева |

## Чорногорія 0:1 Україна
| 127. ЧС-2015 (відбір) 31 жовтня 2013 |

| Чорногорія           | 1:4      | Україна                                                                      |
| -------------------- | -------- | ---------------------------------------------------------------------------- |
| Івана Кривокапич 89' | Протокол | Віра Дятел 31' Валерія Альошичева 43' Тетяна Романенко 68' Людмила Пекур 82' |

| Никшич |

## Склад команди
| №            | Гравець            | Клуб (у 2013)     | Дата народження | Вік      | Ігор     | Голів    |          |
| Воротарі     | Воротарі           | Воротарі          | Воротарі        | Воротарі | Воротарі | Воротарі | Воротарі |
| ------------ | ------------------ | ----------------- | --------------- | -------- | -------- | -------- | -------- |
|              | Ірина Зварич       | «Фортуна»         | 8 травня 1983   | 30       | 3        | 3п       |          |
|              | Ірина Саніна       | «Житлобуд-1»      | 8 жовтня 1985   | 28       | 1        | 2п       |          |
| Захисники    |                    |                   |                 |          |          |          |          |
|              | Ольга Басанська    | «Рязань-ВДВ»      | 6 січня 1992    | 21       | 3        | 0        |          |
|              | Валентина Котик    | «Мордовочка»      | 8 січня 1978    | 35       | 3        | 0        |          |
|              | Алла Лишафай       | «Рязань-ВДВ»      | 24 грудня 1983  | 30       | 2        | 0        |          |
|              | Олена Ходирєва     | «Нафтохімік»      | 19 травня 1981  | 32       | 2        | 0        |          |
|              | Ірина Василюк      | «Мордовочка»      | 18 травня 1985  | 28       | 1        | 0        |          |
|              | Марина Масальська  | «Житлобуд-1»      | 17 травня 1985  | 28       | 1        | 0        |          |
| Півзахисники |                    |                   |                 |          |          |          |          |
|              | Віра Дятел         | «Зоркий»          | 3 березня 1984  | 29       | 3        | 1        |          |
|              | Ія Андрущак        | «Кубаночка»       | 13 березня 1987 | 26       | 3        | 0        |          |
|              | Дарина Апанащенко  | «Зірка-2005»      | 16 травня 1986  | 27       | 3        | 0        |          |
|              | Людмила Пекур      | «Рязань-ВДВ»      | 6 січня 1981    | 32       | 2        | 1        |          |
|              | Валерія Альошичева | «Рязань-ВДВ»      | 20 серпня 1990  | 23       | 2        | 1        |          |
| Нападники    |                    |                   |                 |          |          |          |          |
|              | Дарія Воронцова    | «Кубаночка»       | 20 березня 1993 | 20       | 3        | 0        |          |
|              | Тетяна Романенко   | «Кубаночка»       | 3 жовтня 1990   | 24       | 2        | 1        |          |
|              | Ольга Овдійчук     | «Житлобуд-1»      | 16 грудня 1993  | 20       | 2        | 0        |          |
|              | Анна Вороніна      | «ЦПОР-Донеччанка» | 17 квітня 1992  | 21       | 2        | 0        |          |
|              | Юлія Корнієвець    | «Мордовочка»      | 31 серпня 1986  | 27       | 2        | 0        |          |
|              | Оксана Яковишин    | «Росіянка»        | 20 березня 1993 | 20       | 1        | 0        |          |
|              |                    |                   |                 |          |          |          |          |